# 佐脇徹
佐脇 徹（さわき とおる、1941年 - ）は、日本の脚本家である。さわき・とおる、さわきとおるとも。

## 人物・来歴
1941年（昭和16年）に生まれる。
1963年（昭和38年）1月1日に放映開始し1966年（昭和41年）12月31日に放映が終了したテレビ映画（アニメーション）『鉄腕アトム』の脚本家のリストに、「佐脇徹」の名が見られる。同作への脚本参加が、資料にみられるもっとも初期の佐脇の仕事である。佐脇の名がクレジットされたのは、第184話「タイム戦争」（監督上梨満雄）であり、同作は、1966年10月8日に放映された。25歳になるころの仕事である。
1969年（昭和44年）には、テレビ映画『河童の三平 妖怪大作戦』の第16話「妖怪血ぞめの蝙蝠」（監督加島昭）の脚本家として、松田寛夫と連名で「さわきとおる」名義でクレジットされており、記録上では初めての実写作品への執筆となる。同作は、同年1月24日に放映された。
1971年（昭和46年）10月24日に放映を開始したテレビ映画（アニメーション）『ルパン三世』に参加、前半の第4話「脱獄のチャンスは一度」（監督大隅正秋、同年11月14日放映）、第9話「殺し屋はブルースを歌う」（同、同年12月19日放映）、第10話「ニセ札つくりを狙え!」（監督Aプロ演出グループ、同年12月26日放映）に「さわき・とおる」名義でクレジットされた。佐脇が執筆した「野獣たちの終着駅」、最終回予定作「ルパン故郷へ帰る」は採用されなかった。
1972年（昭和47年）1月10日に放映を開始したテレビ映画（アニメーション）『正義を愛する者 月光仮面』に執筆したのを最後に、脚本執筆の記録が途絶える。1982年（昭和57年）8月21日に公開された劇場用映画『巨人の星』（監督長浜忠夫・出﨑哲）には「脚本協力」としてクレジットされている。
1992年（平成4年）には、『カタログ : 五篇のエチュード』という短篇小説集を上梓している。
日本脚本家連盟信託作家である。

## フィルモグラフィ
- 『鉄腕アトム』 : 原作・総監督手塚治虫、フジテレビジョン/虫プロダクション、テレビ映画（アニメーション）、1963年1月1日 - 1966年12月31日放映
  - 第184話「タイム戦争」 : 監督上梨満雄、1966年10月8日放映[4]
- 『W3』 : 原作・総監督手塚治虫、フジテレビジョン/虫プロダクション、テレビ映画（アニメーション）、1965年6月6日 - 1966年6月27日放映
  - 第29話「消された一日」 : 監督岸本吉功、 1965年12月19日放映[6]
  - 第31話「奇々怪々」 : 監督高橋良輔、 1966年1月2日放映[6]
  - 第32話「ワンパク合戦」 : 監督柴山達雄、 1966年1月9日放映[6]
- 『巨人の星』 : 監督長浜忠夫ほか、讀賣テレビ放送/東京ムービー、テレビ映画（アニメーション）、1968年3月30日 - 1971年9月18日放映 - 担当話数不明
- 『ファイトだ!!ピュー太』 : 毎日放送/放送動画制作、テレビ映画（アニメーション）
  - 第12話「人間を猿にしろ」 : 監督光延博愛、1968年6月22日放映
- 『河童の三平 妖怪大作戦』 : 東映/NET、テレビ映画
  - 第16話「妖怪血ぞめの蝙蝠」 : 監督加島昭、共同脚本松田寛夫、1969年1月24日放映 - 「さわきとおる」名義
- 『どろろ』 : 総監督杉井ギサブロー、フジテレビジョン/虫プロダクション、テレビ映画（アニメーション）、1969年4月6日 - 同年9月28日放映 - 「さわきとおる」名義
  - 第16話「妖馬みどろ」 : 監督富野喜幸、 1969年7月20日放映[7]
  - 第18話「海獣ビラビラ」 : 監督北野英明、1969年8月3日放映[7]
- 『巨人の星』 : 監督長浜忠夫、製作東京ムービー、配給東宝、1969年7月26日公開（映倫番号15970）
- 『巨人の星 行け行け飛馬』 : 監督長浜忠夫、製作東京ムービー、配給東宝、1969年12月20日公開（映倫番号16157）
- 『巨人の星 大リーグボール』 : 監督長浜忠夫、製作東京ムービー、配給東宝、1970年3月21日公開（映倫番号16245） - 「さわきとおる」名義
- 『巨人の星 宿命の対決』 : 監督長浜忠夫、製作東京ムービー、配給東宝、1970年8月1日公開（映倫番号16395） - 「さわきとおる」名義
- 『大江戸捜査網』 : 日活/東京12チャンネル
  - 第41話「帰ってきた花嫁」 : 監督林功、共同脚本神波史男、1971年7月10日放映
- 『ルパン三世』 : 讀賣テレビ放送/東京ムービー、テレビ映画（アニメーション） - 「さわき・とおる」名義
  - 第4話「脱獄のチャンスは一度」 : 監督大隅正秋、1971年11月14日放映
  - 第9話「殺し屋はブルースを歌う」 : 監督大隅正秋、1971年12月19日放映
  - 第10話「ニセ札つくりを狙え!」 : 監督Aプロ演出グループ（宮崎駿・高畑勲）、1971年12月26日放映
- 『正義を愛する者 月光仮面』 : 日本テレビ放送網/萬年社/ナック、テレビ映画（アニメーション）、1972年1月10日 - 同年10月2日放映 - 担当話数不明
- 『巨人の星』 : 監督長浜忠夫・出﨑哲、製作三協映画、配給富士映画、1982年8月21日公開（映倫番号110709） - 脚本協力

## ビブリオグラフィ
- 『カタログ : 五篇のエチュード』、秋桜社出版サービス部、1992年 ISBN 4882780461